# 貝迪治
貝迪治（Zakarya Bergdich，1989年1月7日—）是摩洛哥的職業足球運動員，司職左後衛，現效力於英格蘭冠軍足球聯賽查爾頓。
2015年7月23日，貝迪治由華拉度列加盟至查爾頓並簽約4年。